# Aphanistes nigrorufus
Aphanistes nigrorufus là một loài tò vò trong họ Ichneumonidae.